# ساحل (استان قاهره)
ساحل نام شهر و شهرستانی در استان قاهره مصر است.